# Бау-адъютант

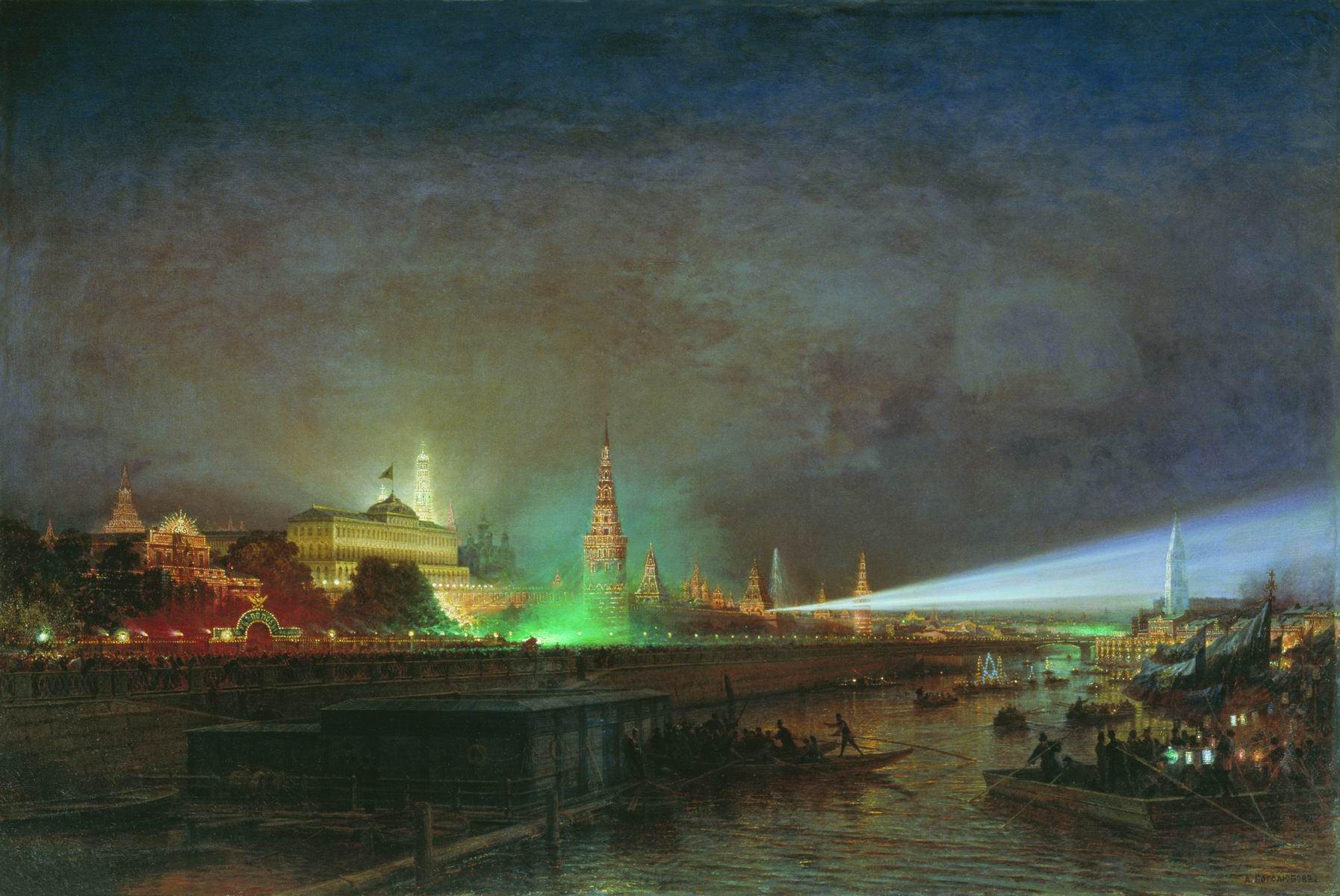
Иллюминация Кремля в 1883 году.

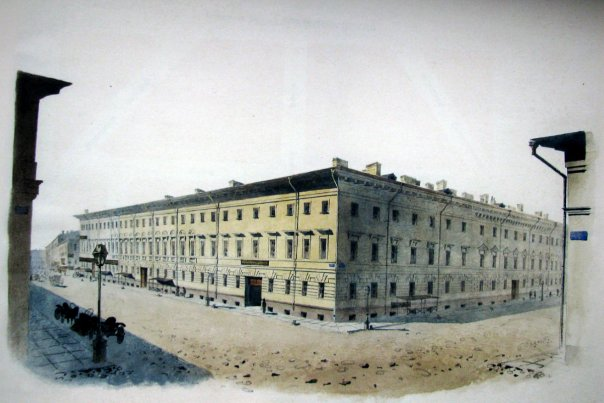
Вид здания ордонансгауза, в Санкт-Петербурге, в 1862 году, акварель Ф. Ф. Баганца.

Бау-адъютант (от нем. bauen — строить, и лат. adjutans — помогающий) — должность военнослужащего, офицера инженерных войск, обязанного смотреть за казёнными, дворцовыми строениями, мостами, фонарями и прочими сооружениями и изделиями, исполняющие свои обязанности по гарнизонной службе в крепостях и столицах.

## История

### Россия
В 1797 году была введена должность военного чиновника ордонансгаузов (комендантских управлений), ведавшего казёнными строениями и изделиями, то есть для качественного обслуживания государственного имущества в Российской империи. В Санкт-Петербургом и Оренбургском ордонансгаузах введена по положению о них соответствии от 14 февраля 1797 года и 20 декабря 1798 года, а в Казанском — по именному указу от 3 ноября 1798 года. Согласно этим положениям в первом из названных учреждений было два бау-адъютанта (при военном губернаторе и при коменданте), во втором — один (при военном губернаторе). В указе число бау-адъютантов названо не было.
По штату от 30 июня 1809 года в Оренбурге уже не было должности бау-адъютанта.
В соответствии с повелениями Александра I от 31 января и 10 апреля 1811 года в Петербургском орданансгаузе дополнительно вводились должности двух бау-адъютантов.
По штату от 27 июня 1817 года в столичных ордонансгаузах было по 4 бау-адъютанта, по штату от 30 марта 1834 года — столько же и по одному в 5 других (Бобруйском, Варшавском, Динабургском, Рижском и Свеаборгском).
Именными указами от 29 ноября 1841 года и 10 января 1852 года уменьшалось число бау-адъютантов соответственно в столичных ордонансгаузах на два человека.
Согласно упомянутому положению об этом учреждении бау-адъютант при военном губернаторе должен был осуществлять смотрение» за казенными строениями, мостами, улицами, а также отводить и размерять места» для построек, а второй бау-адъютант — организовывать ремонт караульных домов, шлагбаумов, будок и прочее, а также починку одежды часовых. У оренбургского бау-адъютанта были в общем такие же функции, хотя починкой одежды часовых он не ведал.
Бау-адъютанты назначались из числа офицерского состава. По повелению Александра I, от 7 марта 1817 года, бау-адъютанты должны были быть штаб-офицерских чинов (майор, подполковник, полковник), однако по штату от 30 марта 1834 года, уже — обер-офицерских (до капитана, ротмистра или есаула включительно). По штату 19 июня 1863 года бау-адъютантов в комендантских управлениях уже не было.
Согласно именному указу от 14 февраля 1864 года были упразднены должности двух бау-адъютантов при Петербургском генерал-губернаторе.
Данная должность (бау-адъютантов) присутствовала и в Министерстве Императорского двора и уделов, там они надзирали за дворцовыми строениями, мостами, фонарями и прочими сооружениями и изделиями. Бай-адъютанты были при всех императорских дворцах:
- при управлении Зимним дворцом в Санкт-Петербурге;
- Большом Кремлёвском дворце;
- и так далее.

Непосредственно подчинялись Министру Императорского Двора.